# كريستين ثوربورن
كريستين ثوربورن (بالإنجليزية: Christine Thorburn)‏ مواليد 17 سبتمبر 1969 في آيوا، الولايات المتحدة، هي دراج أمريكية سابقة. سبق أن شاركت في دورة الألعاب الأولمبية الصيفية.

## الميداليات
| الميدالية | المسابقة                                    |
| --------- | ------------------------------------------- |
| برونزية   | بطولة العالم لسباق الدراجات على الطريق 2006 |

## روابط خارجية
- كريستين ثوربورن على موقع الاتحاد الدولي للدراجات (الإنجليزية)
- كريستين ثوربورن على موقع أرشيف الدراجات (الإنجليزية)
- كريستين ثوربورن على موقع نسبة الدراجات (الإنجليزية)
- كريستين ثوربورن على موقع أوليمبيديا (الإنجليزية)
- كريستين ثوربورن على موقع اللجنة الأولمبية والبارالمبية الأمريكية (الإنجليزية)